# Infância (romance de Liev Tolstói)
Infância (em russo: Детство; romaniz.: Détstvo) foi o primeiro romance publicado pelo escritor russo Liev Tolstói. A publicação ocorreu na edição de novembro de 1852 da prestigiada revista literária russa "O Contemporâneo" (em russo: Современник; romaniz.: Sovremennik).
Infância e suas sequências, Adolescência, publicada em 1854, e Juventude, publicada em 1856, formaram uma trilogia, que tornou o jovem escritor famoso e reconhecido como uma promessa do cenário literário russo.

## Escrita e publicação
Após deixar a universidade em 1847, e herdar a propriedade de Iasnaia Poliana, Tolstói pretendia se dedicar a administrar a fazenda e ao sustento dos servos. Seu diário, no entanto, mostra que os quatro anos seguintes foram passados em grande parte em Moscou, São Petersburgo e Tula. Em 1851, foi para o Cáucaso, onde se reuniu com o irmão, Nikolay, que servia o exército russo. Como o irmão, Tolstói também se alistou, na unidade de artilharia. Posicionado em uma vila cossaca distante, longe de suas distrações favoritas — vinho, mulheres e jogatina —, acabou se dedicando à escrita, e, em 1852, compôs seu primeiro trabalho, Infância.
Em 1848, Nikolai Nekrássov, poeta e radical, comprou "O Contemporâneo" (em russo: Современник; romaniz.: Sovremennik), revista literária fundada dez anos antes, por Alexandre Pushkin que, sob sua direção, tornou-se o principal periódico literário da época, bem como a casa da intelligentsia de mentalidade progressista e liberal, publicando importantes autores ocidentalistas, como Herzen e Turguêniev, e contar com a colaboração de críticos proeminentes, como Vissarion Belinski.
Em julho de 1852, Tolstói enviou o manuscrito de  Infância a Nekrássov, sem revelar sua verdadeira identidade, identificando-se somente pelas iniciais de seu nome, "L. N.". Tolstói explicou que Infância era a primeira parte de uma tetralogia, que ele planejava chamar "Quatro Épocas de Crescimento".
Em meados de agosto daquele mesmo ano, Nekrássov respondeu a Tolstói, dizendo-lhe que, após ler seu manuscrito, decidira publicá-lo, por considerar o romance cativante, e um material que tinha muito de interessante.
A obra, que acabou inicialmente sendo publicada como História da Minha Infância (em russo: История моего детства; romaniz.: Istoriya moyego detstva), foi bem recebido por críticos e leitores, inclusive atraindo a atenção de romancistas russos famosos, como Ivan Turguêniev e Fiódor Dostoiévski. No entanto, Tolstói ficou profundamente insatisfeito, e expressou sua frustração em uma carta enérgica enviada a Nikolai Nekrássov, em que reclamou que o título que fora dado à obra distorcia sua intenção original, já que sugeria uma narrativa pessoal e desinteressante, ao passo que Infância refletia um propósito mais amplo e literário.

## Enredo
Infância é uma obra escrita como uma coleção de cenas e retratos construídos a partir de lembranças de Nikolai "Nikolenka" Irtêniev — alter ego de Tolstói —, contados em primeira pessoa e unidos através de comentários e generalização. Reflete a vida familiar da nobreza russa, e mescla autobiografia e ficção, retratando lembranças que o protagonista tem de sua infância, marcada por brincadeiras, descobertas e sensações próprias dessa fase da vida, sendo, aos 10 anos de idade, precoce, cheio de imaginação, vaidoso e desajeitado. A infância de Nikolai é descrita até o momento da morte de sua mãe, através de uma narrativa sensível e detalhada das experiências e sentimentos da criança, revelando sua visão de mundo e as relações familiares. É uma obra que busca reviver e dar permanência a esse período da vida, com uma linguagem introspectiva e poética.
Os vinte e oito curtos capítulos da obra se concentram, em sua maior parte, nos eventos de dois dias específicos da infância do narrador — um deles passado no campo, e outro, na cidade. Os capítulos de 1 a 13 representam um dia no campo, e contêm descrições de lições, visitas, caça, jogos, e "algo similar à natureza do primeiro amor", além de ilustrações do tutor do menino, de sua mãe, seu pai e sua babá. Um pequeno interlúdio descreve, em dois capítulos, a mudança do campo para a cidade. Já os capítulos de 16 a 24 são dedicados ao dia do nome da avó, ocorrido um mês depois, enquanto uma coda final descreve um momento ocorrido seis meses depois, onde a doença da mãe do menino à leva a morrer, e onde também ocorre a morte de sua antiga babá.

## Personagens

### Personagens principais[14]
Nikolai Irtêniev (Nikólenka, Koko): protagonista e narrador, em primeira pessoa de toda a trilogia. A história é contada a partir de suas lembranças, e seu desenvolvimento emocional e intelectual é o foco principal da narrativa.
Natália Nikoláevna (a mãe): mãe de Nikólenka, retratada como uma figura de amor, ternura e pureza. Sua doença e morte representam um ponto de virada emocional significativo na vida do narrador.
Piotr Aleksândrytch (o pai): pai de Nikólenka, um cavalheiro da velha guarda com traços de empreendedorismo, autoconfiança e gosto pela boemia. Ele é uma figura influente na educação e nas decisões da família.
Karl Ivânytch (Mauer): tutor alemão de Nikólenka e Volódia. Inicialmente visto com irritação pelo narrador, sua história de vida e seu bom coração são revelados, marcando-o como uma figura bondosa, embora de destino infeliz.
Vladímir Petróvitch (Volódia, Volódenka): irmão mais velho de Nikólenka, seu companheiro de infância, fonte de admiração e, por vezes, de complexos para o narrador. Suas paixões e comportamentos influenciam diretamente a percepção de mundo de Nikólenka.
Natália Sávichna: antiga e devotada criada da casa, que ajudou na criação dos filhos e serviu à mãe de Nikólenka com lealdade inabalável. Sua figura é associada ao amor puro e ao sacrifício, e sua morte é um evento marcante na história.
Sônetchka: jovem por quem Nikólenka desenvolve seu primeiro amor platônico, introduzida em um baile. Ela é um catalisador para as primeiras experiências sociais e emocionais do narrador, fora do ambiente familiar.

### Personagens secundários[14]
Liúbotchka: irmã mais nova de Nikólenka, é sua companheira de brincadeiras e parte integrante das dinâmicas familiares e sociais dos jovens protagonistas.
Mária Ivânovna (Mimi): governanta das meninas, frequentemente vista como rígida e tradicional. Suas interações com as crianças revelam as convenções sociais da época.
Kátenka (Iekaterina): filha da governanta Mimi, uma amiga próxima de Liúbotchka. Suas conversas com Nikólenka sobre as diferenças de classe e o futuro são importantes para o amadurecimento do narrador.
Iákov Mikháilov: administrador da propriedade da família, encarregado dos negócios e finanças, figura que demonstra astúcia e submissão aos senhores.
Gricha: um beato e peregrino, cuja presença na casa da avó suscita curiosidade, piedade e reflexões sobre a fé e a vida errante.
Princesa Varvara Iliínitchna (Kornakova): parente da avó, conhecida por sua loquacidade e por suas opiniões sobre a educação dos filhos.
Príncipe Ivan Ivânytch: general idoso e parente da avó, muito respeitado e influente na sociedade. Nele estão presentes os valores aristocráticos do século anterior.
Serioja (Ívin): filho do meio da família Ívin, admirado por Nikólenka por sua coragem e firmeza de caráter, sendo um amigo importante para o narrador.
Herr Frost: preceptor alemão dos irmãos Ívin, cujas características são contrastadas com as de Karl Ivânytch, representando um novo tipo de educador.
Ilinka Grap: colega de Nikólenka, filho de um estrangeiro pobre, frequentemente alvo de zombaria e brincadeiras por parte dos outros meninos.
Saint-Jérôme: preceptor francês que substitui Karl Ivânytch. Sua severidade e o foco no "comme il faut" — saber se portar na alta sociedade — causam atrito com Nikólenka, mas o forçam a confrontar suas próprias ideias de virtude e comportamento.
Macha: jovem camareira, por quem Nikólenka nutre uma paixão adolescente. Ela também tem um romance com o criado Vassíli, o que adiciona uma camada de intriga ao quarto dos criados.
Vassíli (Grúskov): criado que havia comprado sua liberdade. Ele acompanha Nikólenka em suas viagens e está envolvido em um romance com Macha, sendo um personagem com papel significativo na vida dos criados.
Semiônov: estudante que Nikólenka conhece nos exames de admissão à universidade. Ele é descrito como grisalho e enérgico, e seu desempenho é notável.

## Recepção
No final de outubro de 1852, Tolstói recebeu um exemplar da edição de setembro de  "O Contemporâneo". Depois de constatar que seu texto havia sido bastante editado pelo censor, e que havia sido publicado com o título "Uma história da minha infância", ficou extremamente irritado, já que havia decidido, expressamente, não escrever a história de sua própria infância. Precisando de dinheiro, porém sem estar familiarizado com a prática dos periódicos literários russos — que não costumavam pagar aos autores novatos por suas primeiras publicações — acabou tendo que concordar em não receber sequer um centavo por seu trabalho, uma vez que ao menos contava com o fato de que havia um editor interessado em publicar outros textos de sua autoria.
Ivan Turguêniev e Fiódor Dostoiévski, dois outros escritores russos famosos, teceram elogios à obra, o que garantiu seu sucesso estrondoso e solidificou a reputação de Tolstói. Foi à partir daquele momento que, de acordo com o escritor inglês Andrew Norman Wilson, Tolstói tornou-se um escritor.
Os críticos literários demonstraram apreciar a obra, sobretudo por sua análise psicológica, e os leitores russos também fizeram muitos elogios ao misterioso, mas extremamente promissor, autor. Os familiares de Tolstói, que não tinham sido avisados de antemão sobre a publicação de um livro seu, ficaram agradavelmente surpresos quando descobriram sua identidade.

Embora Tolstói tenha posteriormente afirmado não ter gostado de Infância e de suas duas sequências, a trilogia se destaca ainda hoje como um retrato sensível da infância e um retrato vívido da vida familiar russa. Nestas primeiras obras é possível notar, ainda de forma incipiente, as preocupações morais e igualitárias características da ficção posterior do autor. Tolstói nunca escreveu o quarto livro da tetralogia "Quatro Épocas de Crescimento", que originalmente planejou e mencionou a Nekrássov em 1852.